# Johann Heinrich Merck

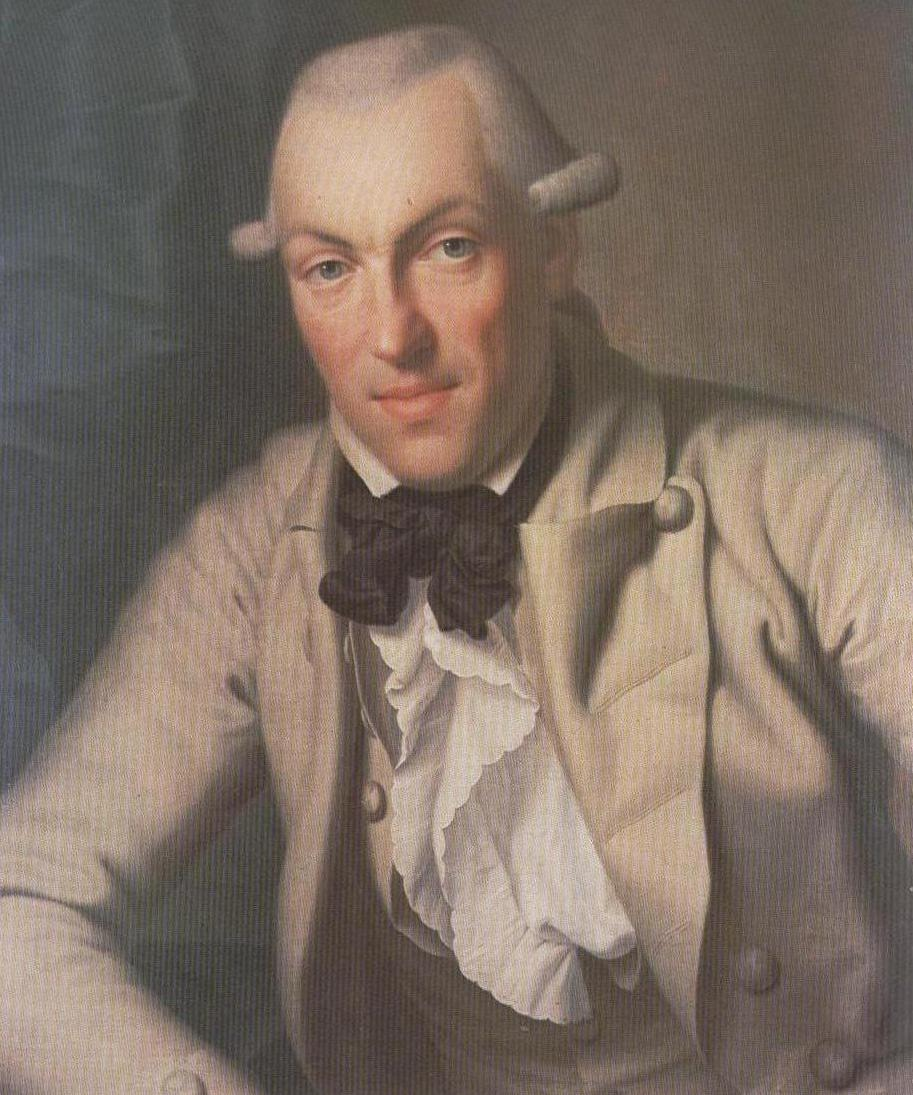
Johann Heinrich Merck, malował Johann Ludwig Strecker

Johann Heinrich Merck (ur. 1741, zm. 1791) – heski polityk i człowiek oświecenia.
Od 1767 roku był sekretarzem Tajnej Kancelarii w Darmstadt. Merck został w roku 1768 ministrem skarbu wojskowego (Kriegszahlminister). Od 1772 był redaktorem gazety Frakfurter Gelehrter Anzeigen. W 1773 pojechał wraz z księżną Hesji-Darmstadt do Petersburga. Od 1774 roku był radca wojskowym (Kriegsrat). Był człowiekiem świetnie wykształconym i zainteresowanym ideami oświecenia. Popełnił samobójstwo, gdy stracił majątek wskutek nieudanych interesów. Jego bliskim przyjacielem był Goethe. Merck był najprawdopodobniej pierwowzorem Mefistofelesa z "Fausta". Goethe twierdził, że w jego spojrzeniu było "coś dzikiego i zwierzęcego".